# Hadzia fragilis
Hadzia fragilis is een vlokreeftensoort uit de familie van de Hadziidae. De wetenschappelijke naam van de soort is voor het eerst geldig gepubliceerd in 1932 door S. Karaman.